# Elezioni europee del 2024 nei Paesi Bassi
Le elezioni europee del 2024 nei Paesi Bassi si sono tenute giovedì 6 giugno per eleggere i 31 membri del Parlamento europeo spettanti ai Paesi Bassi.

## Sistema elettorale
Per le elezioni europee, la legge elettorale neerlandese prevede l’applicazione, in un'unica circoscrizione nazionale, di un sistema elettorale a base proporzionale con liste aperte e nessuna soglia di sbarramento (sebbene fattualmente, nelle operazioni di assegnazione, un seggio sia assegnato, in media, al raggiungimento del ~3,85%).
Le preferenze sono in seguito tradotte in seggi secondo il metodo D'Hondt.
Tutte le persone che hanno la cittadinanza neerlandese ed una residenza principale nei Paesi Bassi, i cittadini neerlandesi senza residenza nei Paesi Bassi (c.d. “neerlandesi all'estero”) e altri cittadini dell'Unione (se la loro residenza principale è nei Paesi Bassi) hanno diritto di voto alle elezioni europee nel paese.
L’esercizio attivo del diritto è ammesso dai 18 anni in su, compresi coloro che compiono tale età entro il giorno delle elezioni, al più tardi. La registrazione al voto è attuata d’ufficio in base alla residenza.
L’esercizio del diritto di candidarsi è ammesso per tutte le persone che hanno diritto di voto e hanno raggiunto l'età di 18 anni il giorno delle elezioni.
È ammesso il voto per posta, ma solo per i cittadini all’estero, mentre il voto per procura solo secondo una specifica procedura. Non è tuttavia ammesso il voto elettronico, né è disposto alcun obbligo di voto.

## Risultati
| Liste           | Liste                                                                               | Partito europeo | Gruppo          | Voti       | %     | Seggi |
| --------------- | ----------------------------------------------------------------------------------- | --------------- | --------------- | ---------- | ----- | ----- |
|                 | Sinistra Verde - Partito del Lavoro (GL-PvdA) • Sinistra Verde • Partito del Lavoro | • PVE • PSE     | Verdi/ALE S&D   | 1.314.428  | 21,09 | 8 4   |
|                 | Partito per la Libertà (PVV)                                                        | ID              | PfE             | 1.057.662  | 16,97 | 6     |
|                 | Partito Popolare per la Libertà e la Democrazia (VVD)                               | ALDE            | RE              | 707.141    | 11,35 | 4     |
|                 | Appello Cristiano Democratico (CDA)                                                 | PPE             | PPE             | 589.205    | 9,45  | 3     |
|                 | Democratici 66 (D66)                                                                | ALDE            | RE              | 523.650    | 8,40  | 3     |
|                 | Movimento Civico-Contadino (BBB)                                                    | –               | PPE             | 336.953    | 5,41  | 2     |
|                 | Volt Paesi Bassi (VOLT-NL)                                                          | Volt            | Verdi/ALE       | 319.483    | 5,13  | 2     |
|                 | Partito per gli Animali (PvdD)                                                      | APEU            | GUE/NGL         | 281.600    | 4,52  | 1     |
|                 | Nuovo Contratto Sociale (NSC)                                                       | –               | PPE             | 233.564    | 3,75  | 1     |
|                 | Partito Politico Riformato (SGP)                                                    | ECPM            | ECR             | 228.036    | 3,66  | 1     |
|                 | Unione Cristiana (CU)                                                               | ECPM            | –               | 180.060    | 2,89  | –     |
|                 | Forum per la Democrazia (FvD)                                                       | –               | –               | 155.187    | 2,49  | –     |
|                 | Partito Socialista (SP)                                                             | –               | –               | 136.978    | 2,20  | –     |
|                 | 50PLUS                                                                              | PDE             | –               | 58.498     | 0,94  | —     |
|                 | JA21                                                                                | –               | –               | 40.570     | 0,65  | –     |
|                 | Partito Pirata - I Verdi (PPNL-DG)                                                  | PPEU            | –               | 23.764     | 0,38  | –     |
|                 | Altri (<23.500 voti)                                                                | –               | –               | 45.419     | 0,72  | –     |
| Totale          | Totale                                                                              | Totale          | Totale          | 6.232.198  | 100   | 31    |
| Voti non validi | Voti non validi                                                                     | Voti non validi | Voti non validi | 21.269     | 0,34  |       |
| Votanti         | Votanti                                                                             | Votanti         | Votanti         | 6.253.467  | 46,18 |       |
| Elettori        | Elettori                                                                            | Elettori        | Elettori        | 13.542.363 |       |       |